# حقيقت رضاييفا
حقيقت رضاييفا – (10 أغسطس 1949، مقاطعة لنكران - 2 أغسطس 1969، باكو) (بالأذرية:  Həqiqət Rzayeva) الممثلة والمغنية الأوبرا والشعبية والبوب، فنانة الشعب في جمهورية أذربيجان الاشتراكية السوفيتية.

## سيرتها الذاتية و مشوارها المهنية
ولدت حقيقت رضاييفا في 20 مايو، عام 1907 قي قرية لمقاطعة لنكران. في 1917 بدأ رضاييفا تعليمها في المدرسة مريم بيراماليبايوفا حيث أن وجود الدوائر الفنية ساعدها على تطوير غنائها وموهبتها الدرامية.
لاحقا إنتقل إلي باكو وإلتحق بجامعة فيها. تمت دعوة تجربة الأداء وفقا نتائج التي تم تعيينها للعمل في مسرح أكاديمية دولة أذربيجان للأوبرا والباليه. وفي نفس الوقت إلتحق إلى أكاديمية باكو للموسيقى.
حقيقت رضاييفا هي فنانة الشعب في جمهورية أذربيجان الاشتراكية السوفيتية منذ 1943.
أشهر ادوارها هي ليلى (ليلى و مجنون (أوبرا)، عزير حاجبايوف)، تلي ("أرشين مال ألان"،عزير حاجبايوف)، أسلي ("أسلي وكرام"، عزير حاجبايوف).